# Таравский договор
Таравский договор (англ. Treaty of Tarawa) — договор между Кирибати и США, подписанный 20 сентября 1979 года.
12 июля 1979 года независимость получили острова Гилберта, ставшими Республикой Кирибати. Статус архипелага Лайн и нескольких островов Феникс оставался неясным. На остров Кантон претендовали США как часть кондоминиума Кантон и Эндербери, а на островах Лайн США предполагали разместить военно-морскую базу. Кроме того, острова Лайн подпадали под закон о гуано.
Договор о дружбе и сотрудничестве подписан в Тараве Иеремией Табаи, первым президентом Кирибати, и Уильямом Боддом-младшим, послом США в Фиджи, Тонга, Тувалу и Кирибати. В данном договоре США признали суверенитет Кирибати над четырнадцатью островами, оставив право на размещение своих военных баз на островах Кантон и Эндербери. Кроме того, в архипелаге Лайн под опекой США остались  острова Джарвис и Пальмира, а также риф Кингмен.
Договор был одобрен Сенатом США лишь 21 июня 1983 года,  вступив в силу 23 сентября 1983 года в результате обмена ратификационными грамотами в Суве. Острова Бейкер и Хауленд к северу от архипелага Феникс в Договоре не были упомянуты и остались территорией США.
Согласно Таравскому договору, на 14 переданных островах не могут размещаться военные базы других государств. В XXI веке это препятствует экспансии КНР в Кирибати.